# Styela crinita
Styela crinita is een zakpijpensoort uit de familie van de Styelidae. De wetenschappelijke naam van de soort is voor het eerst geldig gepubliceerd in 1973 door Monniot C. & Monniot F..